# Roddy Lenga
Roddy Lenga (22 de abril de 1990) é um futebolista vanuatuense que atua como meia. Atualmente joga pelo Amicale.

## Carreira internacional
Roddy participou do Torneio Pré-Olímpico Masculino da OFC de 2012, representando a seleção olímpica de Vanuatu (sub-23), jogando quatro partidas e marcando dois gols na campanha.
Estreou pela seleção principal em 1 de junho de 2012, contra a Nova Caledônia, numa partida que terminou com derrota de 5 a 2 para os vanuatuenses.